# Jon Bautista
Jon Bautista Orgilles (Mahón, 3 de julio de 1995) es un futbolista español. Juega como delantero y su equipo es la S. D. Eibar de la Segunda División de España.

## Trayectoria
Nació en Mahón, Islas Baleares, aunque su familia procede de Rentería, Guipúzcoa, a donde regresó al mes de nacer Jon. Bautista se formó en las categorías inferiores de la Real Sociedad. 
La cesión de Iker Hernández al Barakaldo C. F. le abrió las puertas de la titularidad en el segundo equipo realista. En febrero de 2016 fue convocado por el primer equipo, llevando un total de 12 goles en 21 partidos, siendo el tercer jugador que más minutos sumaba en cierto momento de la temporada, con 1675 minutos, a pesar de haber estado 4 partidos de baja por lesión. Sus 12 goles le convirtieron, momentáneamente, en el segundo máximo anotador del Grupo II de la Segunda División B.
Su debut con el primer equipo llegó el 24 de abril de 2016, en la jornada 35 de la Liga BBVA en el partido que enfrentaba a la escuadra vasca con el Villarreal C. F., que se saldó con empate a cero. Bautista entró como suplente en el minuto 90 del partido en sustitución de Carlos Vela. Anotó su primer gol con la zamarra del primer equipo, dos jornadas más tarde, frente al Rayo Vallecano en el Estadio de Anoeta, marcando el segundo gol de su equipo, que significaría la victoria para su equipo.
Durante la temporada 2016-17 siguió con ficha en el equipo filial, pero entró en varias convocatorias del primer equipo, jugando 12 partidos y anotando 3 goles, en una temporada en la que se consiguió el pase para disputar la Liga Europa de la UEFA, aunque perdió protagonismo en el equipo.
El 2 de noviembre de 2017 anotó su primer gol en competición europea en la victoria por 3-0 ante el Vardar Skopje, correspondiente a la cuarta jornada de la Liga Europa de la UEFA.
El 11 de julio de 2019 la Real Sociedad hizo oficial su cesión por una temporada al K. A. S. Eupen. Tras esta regresó al club propiedad de sus derechos, donde permaneció un curso más antes de volver a ser cedido el 26 de agosto de 2021 al C. D. Leganés.
Después de esta segunda cesión, en julio de 2022 abandonó definitivamente la Real Sociedad y se marchó a la S. D. Eibar, equipo con el que firmó por tres años.

## Estadísticas
Actualizado al último partido disputado el 1 de junio de 2025.
| Club                       | Div.          | Temporada     | Liga  | Liga  | Copas nacionales | Copas nacionales | Copas internacionales | Copas internacionales | Total | Total |
| Club                       | Div.          | Temporada     | Part. | Goles | Part.            | Goles            | Part.                 | Goles                 | Part. | Goles |
| -------------------------- | ------------- | ------------- | ----- | ----- | ---------------- | ---------------- | --------------------- | --------------------- | ----- | ----- |
| Real Sociedad "B" · España | 2.ª B         | 2014-15       | 25    | 2     | —                | —                | —                     | —                     | 25    | 2     |
| Real Sociedad "B" · España | 2.ª B         | 2015-16       | 29    | 14    | —                | —                | —                     | —                     | 29    | 14    |
| Real Sociedad · España     | 1.ª           | 2015-16       | 4     | 1     | 0                | 0                | —                     | —                     | 4     | 1     |
| Real Sociedad "B" · España | 2.ª B         | 2016-17       | 18    | 12    | —                | —                | —                     | —                     | 18    | 12    |
| Real Sociedad "B" · España | Total club    | Total club    | 72    | 28    | 0                | 0                | 0                     | 0                     | 72    | 28    |
| Real Sociedad · España     | 1.ª           | 2016-17       | 12    | 3     | 1                | 0                | —                     | —                     | 13    | 3     |
| Real Sociedad · España     | 1.ª           | 2017-18       | 11    | 1     | 2                | 0                | 7                     | 1                     | 20    | 2     |
| Real Sociedad · España     | 1.ª           | 2018-19       | 18    | 1     | 1                | 0                | —                     | —                     | 19    | 1     |
| K. A. S. Eupen · Bélgica   | 1.ª           | 2019-20       | 26    | 3     | 1                | 0                | 0                     | 0                     | 27    | 3     |
| K. A. S. Eupen · Bélgica   | Total club    | Total club    | 26    | 3     | 1                | 0                | 0                     | 0                     | 27    | 3     |
| Real Sociedad · España     | 1.ª           | 2020-21       | 21    | 0     | 1                | 0                | 5                     | 2                     | 27    | 2     |
| Real Sociedad · España     | 1.ª           | 2021-22       | 1     | 0     | ―                | ―                | ―                     | ―                     | 1     | 0     |
| Real Sociedad · España     | Total club    | Total club    | 67    | 6     | 5                | 0                | 12                    | 3                     | 84    | 9     |
| C. D. Leganés · España     | 2.ª           | 2021-22       | 24    | 1     | 2                | 2                | ―                     | ―                     | 26    | 3     |
| C. D. Leganés · España     | Total club    | Total club    | 24    | 1     | 2                | 2                | 0                     | 0                     | 26    | 3     |
| S. D. Eibar · España       | 2.ª           | 2022-23       | 40    | 6     | 1                | 0                | ―                     | ―                     | 41    | 6     |
| S. D. Eibar · España       | 2.ª           | 2023-24       | 34    | 17    | 2                | 0                | ―                     | ―                     | 36    | 17    |
| S. D. Eibar · España       | 2.ª           | 2024-25       | 37    | 11    | 0                | 0                | ―                     | ―                     | 37    | 11    |
| S. D. Eibar · España       | Total club    | Total club    | 111   | 34    | 3                | 0                | 0                     | 0                     | 114   | 34    |
| Total carrera              | Total carrera | Total carrera | 300   | 72    | 11               | 2                | 12                    | 3                     | 323   | 77    |
| 1. 2.                      |               |               |       |       |                  |                  |                       |                       |       |       |

## Palmarés

### Distinciones individuales
| Distinción                                               | Año  |
| -------------------------------------------------------- | ---- |
| Jugador del mes de la Segunda División de España (marzo) | 2023 |